# Louise (Texas)
Louise és una concentració de població designada pel cens dels Estats Units a l'estat de Texas. Segons el cens del 2000 tenia 977 habitants.

## Demografia
Segons el cens del 2000, Louise tenia 977 habitants, 342 habitatges, i 255 famílies. La densitat de població era de 56,8 habitants/km².
Dels 342 habitatges en un 37,1% hi vivien nens de menys de 18 anys, en un 59,1% hi vivien parelles casades, en un 10,8% dones solteres, i en un 25,4% no eren unitats familiars. En el 21,9% dels habitatges hi vivien persones soles l'11,7% de les quals corresponia a persones de 65 anys o més que vivien soles. El nombre mitjà de persones vivint en cada habitatge era de 2,86 i el nombre mitjà de persones que vivien en cada família era de 3,37.
Per edats la població es repartia de la següent manera: un 30,4% tenia menys de 18 anys, un 8,5% entre 18 i 24, un 27,8% entre 25 i 44, un 20% de 45 a 60 i un 13,3% 65 anys o més.
L'edat mediana era de 34 anys. Per cada 100 dones de 18 o més anys hi havia 92,6 homes.
La renda mediana per habitatge era de 27.750 $ i la renda mediana per família de 33.750 $. Els homes tenien una renda mediana de 30.272 $ mentre que les dones 17.159 $. La renda per capita de la població era de 15.442 $. Aproximadament el 10,2% de les famílies i el 15,3% de la població estaven per davall del llindar de pobresa.

## Poblacions més properes
El següent diagrama mostra les poblacions més properes.